# Bjonee Reaves
Bjonee Reaves (geboren 20. Januar 1990 in San Bernardino (Kalifornien)) ist eine amerikanische Basketballspielerin, die auf der Position des Point Guard spielt.
Die 1,68 m große Profispielerin startete ihre Karriere in ihrer Heimatstadt San Bernardino und ging auf der Highschool von El Cajon auf Punktejagd. Danach spielte sie auf dem College von Neosho County (Kansas) und bei den Bearcats der University of Cincinnati.
Ihre Profikarriere führte sie 2012 nach Bulgarien, wo sie beim Proficlub Haskovo unter Vertrag stand. 2014 wechselte sie nach Deutschland in die 1. Damen-Basketball-Bundesliga zum BC Marburg. Dort wurde sie Ende Oktober 2014 freigestellt, weil sie – so der Verein in einer – "die seitens des Vereins in sie gesetzten Erwartungen nicht habe erfüllen können."
Im November 2014 wechselte Reaves zum Zweitligisten Wolfpack Wolfenbüttel. Im Februar 2015 wurde der Vertrag dort im gegenseitigen Einvernehmen aufgelöst. Als Grund wurde angegeben, dass eine weitere Zusammenarbeit nicht möglich war, da die Interessen von Verein/Mannschaft und der Spielerin in den letzten Wochen zu weit auseinandergingen.

## Quelle
- Peter Voeth: Infos zu Bjonee Reaves. informationen-marburg.de, archiviert vom Original (nicht mehr online verfügbar) am 4. April 2016; abgerufen am 17. Juli 2020. (zugehöriges Foto)

| Personendaten    | Personendaten                     |
| ---------------- | --------------------------------- |
| NAME             | Reaves, Bjonee                    |
| KURZBESCHREIBUNG | amerikanische Basketballspielerin |
| GEBURTSDATUM     | 20. Januar 1990                   |
| GEBURTSORT       | San Bernardino (Kalifornien)      |